# Campionati europei di corsa campestre 2015
Il XXII Campionato europeo di corsa campestre si è disputato a Hyères, in Francia, il 13 dicembre 2015. Il titolo maschile è stato vinto da Ali Kaya mentre quello femminile da Sifan Hassan.

## Risultati
I risultati del campionato sono stati:

### Individuale (uomini senior)
| Pos. | Atleta            | Nazione | Tempo (m's") |
| ---- | ----------------- | ------- | ------------ |
|      | Ali Kaya          | Turchia | 29'20"       |
|      | Alemayehu Bezabeh | Spagna  | 29'31"       |
|      | Adel Mechaal      | Spagna  | 29'51"       |
| 4    | Ayad Lamdassem    | Spagna  | 29'57"       |
| 5    | Ilias Fifa        | Spagna  | 30'02"       |
| 6    | Florian Carvalho  | Francia | 30'06"       |
| 7    | Roberto Aláiz     | Spagna  | 30'20"       |
| 8    | Yohan Durand      | Francia | 30'20"       |
| 9    | Morhad Amdouni    | Francia | 30'24"       |
| 10   | David Nilsson     | Svezia  | 30'25"       |

### Squadre (uomini senior)
| Pos. | Atleta                                                                      | Punti |
| ---- | --------------------------------------------------------------------------- | ----- |
|      | Spagna Bezabeh Mechaal Lamdassem Fifa                                       | 14    |
|      | Francia Carvalho Durand Amdouni Timothée Bommier                            | 35    |
|      | Gran Bretagna Tom Lancashire Ross Millington Dewi Griffiths Jonathan Taylor | 78    |

### Individuale (donne senior)
| Pos. | Atleta                    | Nazione       | Tempo (m's") |
| ---- | ------------------------- | ------------- | ------------ |
|      | Sifan Hassan              | Paesi Bassi   | 25'47"       |
|      | Kate Avery                | Gran Bretagna | 25'55"       |
|      | Karoline Bjerkeli Grøvdal | Norvegia      | 25'57"       |
| 4    | Fionnuala McCormack       | Irlanda       | 26'00"       |
| 5    | Ancuta Bobocel            | Romania       | 26'07"       |
| 6    | Steph Twell               | Gran Bretagna | 26'08"       |
| 7    | Clémence Calvin           | Francia       | 26'17"       |
| 8    | Gemma Steel               | Gran Bretagna | 26'25"       |
| 9    | Maureen Koster            | Paesi Bassi   | 26'28"       |
| 10   | Johana Peiponen           | Finlandia     | 26'34"       |

### Squadre (donne senior)
| Pos. | Atleta                                                           | Punti |
| ---- | ---------------------------------------------------------------- | ----- |
|      | Gran Bretagna Avery Twell Steel Lauren Howarth                   | 33    |
|      | Francia Calvin Christelle Daunay Liv Westphal Christine Bardelle | 78    |
|      | Irlanda McCormack Lizzie Lee Caroline Crowley Ciara Durkan       | 83    |

### Individuale (uomini under 23)
| Pos. | Atleta           | Nazione       | Tempo (m's") |
| ---- | ---------------- | ------------- | ------------ |
|      | Johnathan Davies | Gran Bretagna | 23'32"       |
|      | Carlos Mayo      | Spagna        | 23'35"       |
|      | Amanal Petros    | Germania      | 23'29"       |
| 4    | Marc Scott       | Gran Bretagna | 23'29"       |
| 5    | Djilali Bedrani  | Francia       | 23'41"       |
| 6    | Lorenzo Dini     | Italia        | 23'41"       |
| 7    | Nassim Hassaous  | Spagna        | 23'47"       |
| 8    | Napoleon Soloman | Svezia        | 23'49"       |
| 9    | Jaime Escriche   | Spagna        | 23'50"       |
| 10   | Peter Glans      | Danimarca     | 23'52"       |

### Squadre (uomini under 23)
| Pos. | Atleta                                                         | Punti |
| ---- | -------------------------------------------------------------- | ----- |
|      | Spagna Mayo Hassaous Escriche Houssane Benabbou                | 39    |
|      | Gran Bretagna Davies Scott Richard Goodman Henry Pearce        | 41    |
|      | Francia Bedrani Alexandre Saddedine Francois Barrer Félix Bour | 59    |

### Individuale (donne under 23)
| Pos. | Atleta             | Nazione       | Tempo (m's") |
| ---- | ------------------ | ------------- | ------------ |
|      | Louise Carton      | Belgio        | 19'46"       |
|      | Jip Vastenburg     | Paesi Bassi   | 19'46"       |
|      | Amela Terzić       | Serbia        | 19'49"       |
| 4    | Laura Muir         | Gran Bretagna | 19'53"       |
| 5    | Viktoria Kushnir   | Bielorussia   | 20'05"       |
| 6    | Sarah Lahti        | Svezia        | 20'06"       |
| 7    | Federica Del Buono | Italia        | 20'12"       |
| 8    | Emma Oudiou        | Francia       | 20'14"       |
| 9    | Molly Renfer       | Svizzera      | 20'14"       |
| 10   | Madeleine Murray   | Gran Bretagna | 20'15"       |

### Squadre (donne under 23)
| Pos. | Atleta                                         | Punti |
| ---- | ---------------------------------------------- | ----- |
|      | Gran Bretagna Muir M. Murray Nesbitt R. Murray | 41    |
|      | Francia Oudiou Danois Bouchard Jarousseau      | 71    |
|      | Italia Del Buono Santi Martinetti Bertoni      | 82    |

### Individuale (uomini junior)
| Pos. | Atleta                    | Nazione       | Tempo (m's") |
| ---- | ------------------------- | ------------- | ------------ |
|      | Yemaneberhan Crippa       | Italia        | 17'39"       |
|      | Fabien Palcau             | Francia       | 17'45"       |
|      | El Madhi Lahoufi          | Spagna        | 17'46"       |
| 4    | Jimmy Gressier            | Francia       | 17'48"       |
| 5    | Said Ettaqy               | Italia        | 17'49"       |
| 6    | Stan Niesten              | Paesi Bassi   | 17'51"       |
| 7    | Mohamed-Amine El Bouajaji | Francia       | 17'52"       |
| 8    | Dieter Kersten            | Belgio        | 17'53"       |
| 9    | Alexander Yee             | Gran Bretagna | 17'53"       |
| 10   | Pietro Riva               | Italia        | 17'55"       |

### Squadre (uomini junior)
| Pos. | Atleta                                                                                   | Punti |
| ---- | ---------------------------------------------------------------------------------------- | ----- |
|      | Francia Fabien Palcau Jimmy Gressier Mohamed-Amine El Bouajaji Maxime Hueber Moosbrugger | 27    |
|      | Italia Yemaneberhan Crippa Said Ettaqy Pietro Riva Alessandro Giacobazzi                 | 29    |
|      | Gran Bretagna Alexander Yee Christopher Olley Ben Dijkstra Mahamed Mahamed               | 67    |

### Individuale (donne junior)
| Pos. | Atleta                  | Nazione       | Tempo (m's") |
| ---- | ----------------------- | ------------- | ------------ |
|      | Konstanze Klosterhalfen | Germania      | 13'12"       |
|      | Harriet Knowles-Jones   | Gran Bretagna | 13'16"       |
|      | Alina Reh               | Germania      | 13'20"       |
| 4    | Célia Antón             | Spagna        | 13'27"       |
| 5    | Bobby Clay              | Gran Bretagna | 13'29"       |
| 6    | Sarah Kistner           | Germania      | 13'35"       |
| 7    | Carolina Johnson        | Svezia        | 13'36"       |
| 8    | Anna-Emilie Møller      | Danimarca     | 13'37"       |
| 9    | Yuliya Moroz            | Ucraina       | 13'40"       |
| 10   | Franziska Reng          | Germania      | 13'40"       |

### Squadre (donne junior)
| Pos. | Atleta                                       | Punti |
| ---- | -------------------------------------------- | ----- |
|      | Germania Klosterhalfen Reh Kistner Reng      | 20    |
|      | Gran Bretagna Knowles-Jones Clay Sinha Smith | 40    |
|      | Danimarca Møller Larsen Pedersen Schulz      | 62    |

## Medagliere
Legenda
     Paese ospitante
| Posizione | Paese         | Oro | Argento | Bronzo | Totale |
| --------- | ------------- | --- | ------- | ------ | ------ |
| 1         | Gran Bretagna | 3   | 4       | 2      | 9      |
| 2         | Spagna        | 2   | 2       | 2      | 6      |
| 3         | Germania      | 2   | 0       | 2      | 4      |
| 4         | Francia       | 1   | 4       | 1      | 6      |
| 5         | Italia        | 1   | 1       | 1      | 3      |
| 6         | Paesi Bassi   | 1   | 1       | 0      | 2      |
| 7         | Belgio        | 1   | 0       | 0      | 1      |
| 7         | Turchia       | 1   | 0       | 0      | 1      |
| 9         | Danimarca     | 0   | 0       | 1      | 1      |
| 9         | Irlanda       | 0   | 0       | 1      | 1      |
| 9         | Norvegia      | 0   | 0       | 1      | 1      |
| 9         | Serbia        | 0   | 0       | 1      | 1      |
| Totale    | Totale        | 12  | 12      | 12     | 36     |